# Microsoft Teams
 Microsoft Teams è una piattaforma di comunicazione e collaborazione unificata che combina chat di lavoro persistente, teleconferenza, condivisione di contenuti (incluso lo scambio e il lavoro simultaneo sui file) e integrazione delle applicazioni.
Il servizio si integra con la suite di produttività per l'ufficio in abbonamento di Microsoft 365 e include estensioni che possono integrarsi con prodotti non Microsoft. Microsoft Teams è un concorrente di servizi come Slack ed è il percorso di evoluzione e aggiornamento da Microsoft Skype for Business.
Microsoft ha annunciato Teams a un evento a New York e ha lanciato il servizio in tutto il mondo il 14 marzo 2017. È stato creato durante un hackathon interno alla società ed è attualmente guidato da Brian MacDonald, Corporate Vice President di Microsoft.
Teams è disponibile in due tipologie: Microsoft Teams in abbonamento (azienda o istituto) e Microsoft Teams gratuito (uso personale/domestico). Come tanti altri strumenti è fruibile anche semplicemente attraverso un browser ma con limiti funzionali.

## Storia
Il 4 marzo 2016, è stata divulgata la notizia che Microsoft aveva preso in considerazione un'offerta di $ 8 miliardi per Slack, ma che allo stesso tempo Bill Gates era contrario all'acquisto, affermando che l'azienda avrebbe dovuto invece concentrarsi sul miglioramento di Skype for Business. Qi Lu, EVP di applicazioni e servizi, ha sostenuto pubblicamente l'acquisto di Slack. Dopo la dipartita di Lu poco più tardi, Microsoft ha annunciato Teams al pubblico come concorrente diretto di Slack il 2 novembre 2016.
Slack pubblicò un annuncio a tutta pagina sul New York Times riconoscendo il servizio concorrente. Sebbene Slack sia utilizzato da 28 aziende nella Fortune 100, The Verge ha scritto che i dirigenti si sarebbero interrogati se fosse utile pagare per il servizio, se Teams fornisce una funzione simile nell'abbonamento preesistente di Microsoft 365 della propria azienda senza costi aggiuntivi. ZDNet ha riferito che le società non erano in competizione per lo stesso pubblico, in quanto Teams, all'epoca, non consentiva ai membri esterni all'abbonamento di aderire alla piattaforma e per le piccole imprese e i liberi professionisti sarebbe stato difficile cambiarla. In seguito Microsoft ha aggiunto questa funzionalità. In risposta all'annuncio di Teams, Slack ha intensificato l'integrazione interna al prodotto con i servizi di Google.
Il 3 maggio 2017 Microsoft ha annunciato che Microsoft Teams avrebbe sostituito Microsoft Classroom in Microsoft 365 Education (precedentemente noto come Microsoft 365 for Education). Il 7 settembre 2017, gli utenti hanno iniziato a notare un messaggio che diceva "Skype for Business è ora Microsoft Teams". Ciò è stato confermato il 25 settembre 2017, in occasione della conferenza annuale Ignite di Microsoft.
Il 12 luglio 2018, Microsoft ha annunciato una versione gratuita di Microsoft Teams, che offre la maggior parte delle opzioni di comunicazione della piattaforma gratuitamente, limitando il numero di utenti e la capacità di archiviazione dei file del team.
Nel gennaio 2019, Microsoft ha pubblicato un aggiornamento destinato a "Firstline Workers" al fine di migliorare l'interoperabilità di Microsoft Teams tra diversi computer per i lavoratori al dettaglio.
Il 19 novembre 2019, Microsoft ha annunciato che Microsoft Teams ha raggiunto 20 milioni di utenti attivi, in aumento rispetto ai 13 milioni di luglio. All'inizio del 2020 ha annunciato una funzionalità "Walkie Talkie" che utilizza il push-to-talk su smartphone e tablet tramite Wi-Fi o dati cellulari. La funzione è stata progettata per i dipendenti che parlano con i clienti o eseguono operazioni quotidiane.
Dal 31 luglio 2021 Microsoft Teams ha sostituito Skype for Business nella funzione di messaggistica aziendale, essendo stato quest'ultimo ritirato.
Dal 27 marzo 2023 è distribuita la nuova versione del client desktop (2.1) nella quale gli Avatar 3D si animano in base al modo di parlare, l'intonazione e alle emoji utilizzati su Teams.
Dal 12 aprile 2023 Microsoft Teams gratuito (classico), l'app gratuita legacy di Teams per le aziende, non è più disponibile.
Il 5 ottobre 2023 è stato rilasciata una nuova app, per Windows e Mac, e l'applicazione gratuita ha perso la denominazione "classic".

## Caratteristiche
Microsoft, nella sua comunicazione, presenta Teams fondamentalmente come uno strumento di lavoro (non per nulla significa "squadre"). Ecco perché è spesso associato a piani di abbonamento a Microsoft 365, la suite di produttività d'ufficio. Pertanto, anche l'app per uso gratuito di tipo domestico/personale è poco più di una chat con videoconferenza tra poche persone ma fuori dall'ambito aziendale o scolastico. Questa soluzione, infatti, ha pochissime funzioni rispetto a Teams in abbonamento (tanto per cominciare non si può eseguire l'accesso con un account Microsoft di lavoro o scolastico/universitario e quindi si possono invitare solo utenti domestici). I due prodotti sono stati contrassegnati da due icone diverse sino all'unificazione del client nel 2024.
Esistono limitazioni nell'esperienza di uso incrociato tra account Teams aziendali/istituto (fondamentalmente di tipo Microsoft 365) e account personali.

### Confronto con Skype
Nonostante semplicistiche assimilazioni Teams non può essere paragonato a Skype o a Skype for Business. Skype è un servizio di messagistica, telefonate Voip o videochiamate. Teams va molto oltre perché, nelle versioni aziendali, è un servizio di gestione collaborativa per squadre di lavoro o analoghi contesti (non per nulla si chiama Teams): pianificazione attività, contenitori di progetto e documenti, sfere di contentuti e informazioni (con controllo granulare dei diritti dei vari membri) e tanto altro. Inoltre, Teams offre un numero elevato di connettori di applicazioni di terze parti, molto usate dalle organizzazioni.

### Team
Teams consente alle comunità, ai gruppi o ai team di unirsi o partecipare a una conferenza tramite un URL specifico o un invito inviato da un amministratore o proprietario del team. Teams for Education consente agli amministratori e agli insegnanti di creare team specifici per classi, comunità di apprendimento professionale (PLC), membri dello staff e tutti insieme.

### Canali
All'interno di un team, i membri possono impostare canali. I canali sono "sfere" ovvero contenitori di argomenti di conversazione che consentono ai membri del team di comunicare senza l'uso di e-mail o SMS di gruppo. Gli utenti possono rispondere ai post con testo, immagini, GIF, complimenti ai membri del gruppo e meme personalizzati. Inoltre, è compreso un procedimento di richiesta approvazione e di richiesta/invio di aggiornamenti sullo stato di avanzamento dei lavori del gruppo. Classici esempi di canale: determinati progetti o programmi o reparti o sedi. Oltre alla chat strutturata si possono caricare nel canale informazioni documentate e sincronizzarle attraverso i principali strumenti Cloud.
I messaggi diretti consentono agli utenti di inviare messaggi privati a un utente specifico anziché a un gruppo di persone.
I connettori sono servizi Microsoft o di terze parti che possono inviare informazioni al canale. I connettori includono Mailchimp, pagine Facebook, Microsoft Power BI, Microsoft Viva Learning, Twitter e notizie Bing.
Attualmente non è possibile eliminare massivamente tutti i messaggi scambiati all'interno di Teams, si possono eliminare o nascondere le singole chat.

### Chiamate
- Voice over IP (VoIP)
- Videoconferenza all'interno del software client

Teams supporta le conferenze in rete telefonica generale (PSTN) consentendo agli utenti di chiamare numeri di telefono dal client.

### Riunioni
Le riunioni possono essere programmate o create ad hoc e gli utenti che visitano il canale potranno vedere che una riunione è in corso. Teams ha anche un plugin per Microsoft Outlook per invitare altri a una riunione di Teams.
Durante la riunione, tra gli altri strumenti, è possibile aprire e condividere una lavagna di lavoro.

### Chat
Sezione relativa alla messaggistica istantanea.

### Istruzione
Microsoft Teams consente agli insegnanti di distribuire, fornire commenti e suggerimenti e assegnare voti agli incarichi degli studenti tramite Teams utilizzando la scheda Assegnazioni, disponibile per gli abbonati a Microsoft 365 for Education. I quiz possono anche essere assegnati agli studenti attraverso un'integrazione con Office Forms.

### Attività
All’interno della pianificazione, tramite l'integrazione con Microsoft Planner, i membri del team possono monitorare diversi progetti di marketing, suddividendo ogni progetto in passaggi facili da raggiungere e assicurandosi che tutti i membri del team sappiano di quali strategie e attività sono responsabili.

### Wiki e documenti
Teams ha funzioni per la gestione di wiki e la condivisione/sincronizzazione di flussi di informazioni.

### App
Si tratta del contenitore di numerosissime app (di Microsoft e di terze parti) che possono essere integrate in Teams.

## Client

### Microsoft Teams classico
Rilasciato nel 2020, si trattava del client multipiattaforma utilizzabile, con funzionalità ridotte, in ambito domestico o professionale (la denominazione ufficiale era Microsoft Teams gratuito). Non includeva le numerose funzioni di Teams nelle diverse versioni a pagamento. Richiedeva un account Microsoft. Sostanzialmente, era il servizio alternativo all'utilizzo del browser per eseguire incontri/riunioni virtuali videoconferenza con tecnologia Microsoft al posto di Skype.
Microsoft Teams classico è stato ritirato nell'aprile 2023. Fisicamente l'eseguibile del client era unico ma cambiava l'interfaccia (icona, menù e relativa disponibilità funzioni) a seconda che si eseguisse il login con un account personale piuttosto che con uno aziendale (in pratica cambiava l'esperienza a seconda della licenza).
Microsoft 365 Apps for business, compreso in alcuni piani Office di Microsoft 365, include già un client Teams che sovrascrive quello già eventualmente installato sulla macchina.

### Microsoft Teams 2023
Microsoft Teams gratuito (classico), con le funzioni complete, usato dalle piccole organizzazioni (quindi attraverso un tenant specifico e un account Microsoft aziendale), non è più disponibile gratuitamente dal 12 aprile 2023. È stato sostituito da Microsoft Teams (gratuito) (non adatto all'uso lavorativo o formativo), sempre che non si utilizzi un abbonamento (Microsoft Teams Essentials). Per le medio/grandi organizzazioni o per l'ambito scolastico/universitario permangono gli specifici piani di abbonamento a Microsoft 365.
La nuova app ha, rispetto a quella precedente, una numerazione di versione propria.
Esattamente come è stato per Microsoft Teams gratuito (classico), anche Microsoft Teams gratuito è disponibile in versione gratuita per l'uso domestico (consumer), con forti limitazioni di funzioni e prestazioni rispetto alla versione business. Anche quando la videoconferenza è organizzata dall'utente business, l'utente con account personale non può utilizzare moltissime caratteristiche disponibili, anche banali, in Teams Business né eseguire il login (può connettersi solo come ospite). L'invito da utente personale a utente aziendale è impedito. Da notare che il client desktop fisicamente è uno solo: sono i differenti tipi account che abilitano le interfacce (con le relative funzioni) complete o basiche.
Sostanzialmente, la versione gratuita è meno prestazionale di Skype proprio perché Teams è il prodotto Microsoft di videoconferenza avanzata e condivisione strutturata pensato per chi lavora o studia o situazioni simili e, di conseguenza, richiede un abbonamento.
La versione desktop del client è disponibile in due versioni:
- Teams per la casa (cioè utilizzo domestico con un account Microsoft gratuito, sebbene non sia obbligatorio eseguire il login per fruire dell'esperienza);
- Teams per il lavoro o la scuola (account Microsoft gratuiti non possono eseguire il login).

#### Nuovo client 2023
Dal 5 ottobre 2023 Teams Classico è stato sostituito da una nuova applicazione (prima versione rilascio id 23247.720.2421.8365 04/10/2023), denominata semplicemente Microsoft Teams (senza altre qualifiche), il cui codice di versione è del tipo aaxxx.(etc) ove "aa" è l'anno corrente (ad esempio la versione distribuita il 21 maggio 2024 è contrassegnata con l'ID di rilascio 24102.2214.2869.7475). Invece, il nuovo client (inteso come l'eseguibile) ha l'id di versione del tipo nn/aaxxx (etc), ad esempio 49/24050313442. Come per il precedente Teams Classico, l'icona dell'applicazione cambia a seconda che il login avvenga tramite account Microsoft gratuito o con account Microsoft a pagamento (versione lavoro o istruzione).
L'interfaccia e le impostazioni sono state radicalmente rinnovate (ad esempio ora l'ambiente è multiaccount) e l'esperienza di utilizzo è più veloce e stabile.
Vi sono delle limitazioni funzionali nell'impiego incrociato tra account personali e account aziendali/scolastici (in termini di invito ed esperienza d'uso).
Da notare che il client (cioè l'eseguibile nonché il relativo programma di installazione) è unico (data una versione di sistema operativo/piattaforma) per uso domestico e uso professionale (azienda o istituto): è il tipo di account Microsoft (gratuito o a pagamento) che fa cambiare l'esperienza utente.

#### Unificazione versione desktop
A fine agosto 2024 Microsoft ha annunciata l'unificazione del client (versione desktop) per essere multipiattaforma (PC e Mac), unitamente alla conferma delle novità del 2023 (ad esempio il multiaccount, sia aziendali sia personali).

## Abbonamento
Gli abbonamenti (funzioni avanzate) per uso personale sono compresi in:
- Microsoft 365 Personal;
- Microsoft 365 Family.

Gli abbonamenti (funzioni avanzate) per uso professionale sono:
- Microsoft Teams Essentials;
- Microsoft 365 Business Basic;
- Microsoft 365 Business Standard.

Ci sono altri abbonamenti Teams specifici per grandi aziende o enti pubblici, all'interno dei piani 365.

### Piattaforme disponibili
A partire da settembre 2019 sono disponibili le seguenti versioni del client di Microsoft Teams:
- Windows e MacOS: incluso con Microsoft 365 o disponibile gratuitamente
- iOS: app Microsoft nell'App Store[28]
- Android: app Microsoft in Google Play[29]
- Web: client web di Teams, supportato su comuni browser web desktop e mobile[30]
- Linux: da dicembre 2019 in anteprima[31], successivamente ritirato
- Chromebook: o si scarica l'app come se fosse un sistema Android o, più adatto, si usa la versione browser come web app (analogamente alle distro Linux).

Il client è scaricabile dal sito dedicato o, come app UWP, da Microsoft Store; nella pagina di download di Teams c'è anche la versione .msi a 64 bit (che è quella consigliata per piattaforme con questa architettura).

### Client fuori produzione
- Windows Phone: il client non è stato più disponibile a partire da luglio 2018 e ha smesso di funzionare a ottobre 2018[32]
- Windows 10 Mobile: a partire dal 2019, il client è elencato nell'archivio Microsoft, ma contrassegnato come "al momento non è disponibile"[33]
- Teams classico (desktop). Dopo il 12 aprile 2023 Microsoft ha avviato il programma di ritiro di Teams gratuito (classico), l'app legacy gratuita di Teams per le aziende. Questo per convergere ad un solo client desktop multipiattaforma, indipendente dal tipo di impiego (gratuito per uso domestico o con abbonamento aziendale o scolastico/universitario: ovviamente cambiano le funzioni e prestazioni disponibili ma l'app eseguibile è la stessa).

## Ambito organizzazioni
Le organizzazioni (aziende, scuole/istituzioni, grandi imprese o enti pubblici, associazioni) hanno piani specifici per utilizzare Microsoft Teams. Essi si rifanno principalmente a Teams Essentials o Microsoft 365 Business a seconda del perimetro applicativo necessario. Teams in ambito professionale dispone di molte app di terze parti, da usare come addon.